# Mario Vivani
Mario Vivani (Cagli, 25 febbraio 1949 – Urbino, 17 aprile 2024) è stato un calciatore e allenatore di calcio italiano, di ruolo centrocampista.

## Carriera
Disputò due stagioni in Serie A con la maglia dell'Ascoli, per un totale di 31 presenze in massima serie. Di questa squadra fu bandiera e capitano.
Ritiratosi dall'attività agonistica divenne allenatore. Dall'11 gennaio 2011 fu tecnico della Fortitudo Fabriano.

## Palmarès

### Giocatore

#### Competizioni nazionali
- Campionato italiano Serie C: 1

Ascoli: 1971-1972 (girone B)
- Campionato italiano Serie C2: 1

Modena: 1979-1980 (girone B)

#### Competizioni internazionali
- Coppa Anglo-Italiana: 1

Modena: 1981

### Allenatore

#### Competizioni regionali
- Eccellenza: 1

Gubbio: 1996-1997 (girone umbro)
- Coppa Italia di Eccellenza Umbria: 1

Gubbio: 1996-1997